# Kurt Jaager
Kurt Jaager (* 30. Januar 1904 in Prenzlau; † 26. Mai 1990) war ein deutscher Jurist.

## Leben
Nach seinem Jurastudium war Kurt Jaager ab März 1930 als Gerichtsassessor in der Berliner Justizverwaltung tätig. Im Zug der personellen Säuberung der Landespolizeiorganisationen von republikanischen und sozialdemokratisch eingestellten Führungskräften unmittelbar nach der Machtübernahme der Nationalsozialisten Anfang 1933 war Jaager seit dem Frühjahr 1933 zur Erfüllung von „Sonderaufgaben“  zum  Geheimen Staatspolizeiamt (Gestapa) abgestellt. Die offizielle Begründung lautete „Beurlaubung“ von der Justizverwaltung. Wegen seiner „Unentbehrlichkeit“ wurde dieser Einsatz durch Rudolf Diels und später Reinhard Heydrich mehrfach verlängert, bis er sich schließlich auf zwei Jahre ausdehnte. Bereits ab Januar 1934 war Jaager als Dezernent zur Beobachtung und nachrichtendienstlichen Bearbeitung der „SPD und der Gewerkschaften“ und für Sonderaufgaben in der Bewegungsabteilung von Arthur Nebe zuständig. Im April 1934 wechselte er als Dezernent und später Staatsanwaltschaftsrat in den Bereich der Unterabteilung II 2 (Presse). Sein Vorgesetzter war hier Hermann Gotthardt. Ab Oktober 1935 war er als Vertreter des Staatsanwaltes im Dezernat II 2 für Presseangelegenheiten des In- und Auslandes und zusätzlich für die Bereiche II 2 E, F und G verantwortlich. Am 1. Januar 1936 wechselte er dann von der Gestapo wieder zur als Staatsanwalt zum Landgericht Berlin zurück. Am 31. Dezember 1939 beantragte er die Aufnahme in die NSDAP und wurde zum 1. Februar 1940 aufgenommen (Mitgliedsnummer 7.464.708). Von Berlin aus wurde er ab 1941 in Wien als Staatsanwalt des dortigen Sondergerichtes tätig. Hier hatte er dann ab September 1942 das Amt des Abteilungsleiters am Sondergericht Wien inne.
Ab 1. August 1943 war Jaager Reichsanwalt (Ankläger) am Volksgerichtshof und beantragte und kontrollierte in dieser Funktion zahlreiche vollzogene Todesurteile. Im Braunbuch der DDR sind mindestens 13 von ihm unterzeichnete Todesurteile dokumentarisch nachgewiesen. Noch am 20. April 1945 ließ Jaager dann als Vertreter des Oberreichsanwalts und Vollstreckungsleiter im Zuchthaus Brandenburg 28 Hinrichtungen vornehmen.
Nach dem Krieg war Kurt Jaager zeitweilig Mitglied der SPD. Seit 1952 war er als Leiter der Beratungsstelle beim Bund der Heimatvertriebenen und Entrechteten (BHE) in Plön tätig. Ab
1953 wurde er in Schleswig-Holstein wieder als Staatsanwalt eingestellt und erreichte 1957 die Position des Ersten Staatsanwalt bei der Generalstaatsanwaltschaft Schleswig-Holsteins. In der ersten Hälfte des gleichen Jahres beging er eine Straftat gemäß §§ 86 und 86a des Strafgesetzbuches, die aber nicht verfolgt wurde, weil alle daran Beteiligten diesen Sachverhalt nicht an die Öffentlichkeit gelangen ließen. Im Alter von 55 Jahren wurde Jaager dann im August 1959  mit vollen Bezügen wegen Dienstunfähigkeit – als offizielle Begründung –  in den Ruhestand versetzt, nachdem Einzelheiten seiner Tätigkeit als Staatsanwalt beim Volksgerichtshof öffentlich bekannt geworden waren.
Es mussten noch vier weitere Jahre nach dem Vorfall im ersten Quartal 1957 und zwei Jahre seit der Verabschiedung von Kurt Jaager in den Ruhestand zum August 1959 vergehen, ehe es ein schriftliches Dokument über das Vorgefallene gab. Am 28. März 1961 berichtete der Schleswig-Holsteinische Generalstaatsanwalt Eduard Nehm dem damaligen Justizminister des Landes Schleswig-Holstein, Bernhard Leverenz, über den Sachverhalt von 1957:
„An einem nicht mehr feststellbaren Tag in der Zeit vom 1. April 1957 bis Mitte Juli 1957 hat der jetzt im Ruhestand befindliche Erste Staatsanwalt Jaager nach Dienstschluss in der Kantine des Oberlandesgerichts in Schleswig angetrunken die Worte ‚Die Fahne hoch‘ und einige nicht mehr feststellbare Worte aus dem sog. Horst-Wessel-Lied, im übrigen Takte des gleichen Liedes gegrölt.“
Weil das Singen des Horst-Wessel-Liedes in Deutschland eine Straftat war und noch immer ist, hat sich der pensionierte Kurt Jaager, so die Konsequenz, damit „durch sein zu missbilligendes Verhalten des Anrechts begeben, auf seiner früheren Dienststelle empfangen und begrüßt zu werden.“
Kurt Jaager verstarb am 26. Mai 1990.